# نازبیابانیان
آمُلگان (نام علمی: Phyllanthaceae) نام یک تیره از راسته مالپیگی‌سانان است.